# فيلاإسبازا
بلدية فيلاإسبازا (بالإسبانية: Villaespasa)‏, هي إحدى بلديات مقاطعة برغش, التي تقع في منطقة قشتالة وليون, والتي تقع في شمال غرب إسبانيا.
يبلغ عدد سكانها 29 نسمة وفقاً لإحصائية سنة (2002).